# Aulacidea arnicae
Espèce
Aulacidea arnicae est un insecte hyménoptère galligène de la famille des Cynipidae.
Il est responsable de galles à l'intérieur des capitules d'Arnica montana. Plus précisément, il s'agit d'une larve solitaire se développant et nymphosant à l'intérieur d'achènes lignifiés. 
Bien que sa plante hôte soit présente dans de nombreux pays européens, Aulacidea arnicae est répertoriée uniquement au Danemark.
L'auteur de cette espèce est Erik Brock Hoffmeyer (1893-1970), apothicaire danois et descripteur de quelques espèces de la même famille.